# Néa Palátia
Ne doit pas être confondu avec Néa Politía.
Néa Palátia (grec moderne : Νέα Παλάτια) est une localité située dans le dème d'Oropós, dans le district régional d'Attique-de-l'Est, dans la périphérie d'Attique, en Grèce.
Selon le recensement de 2021, elle compte 3 018 habitants.